# Sakaigawa
Pour les articles homonymes, voir Sakaigawa (homonymie).
Sakaigawa (境川村, Sakaigawa-mura) est un ancien village de la préfecture de Yamanashi, ayant existé jusqu'au 12 octobre 2004, date de sa fusion avec les bourgs d'Isawa, Ichinomiya (ja), Misaka (ja), Yatsushiro et Kasugai (ja) pour former la ville de Fuefuki. Il faisait partie du district de Higashiyatsushiro.

## Toponymie
Le village porte le nom de la rivière Sakai (境川, Sakai-gawa), qui traverse le nord du village.

## Géographie

### Topographie et hydrographie
Située au centre-nord-ouest du district, dans la partie sud du bassin de Kōfu (ja). Au sud, elle est délimitée par les monts Misaka (ja) (御坂山地), dont le mont Kasuga (春日山) et le mont Myōsho (名所山), et à l'est, par la même chaîne, ainsi que les basses terres de la rivière Asa (浅川), marquant la frontière avec le bourg de Yatsushiro. À l'ouest et au nord, les monts Takido (滝戸山系) et la rivière Sakai (境川) délimitent la frontière avec le bourg de Nakamichi. Au nord, la rivière Fuefuki constitue la frontière avec le bourg d'Isawa. Dans le village, seulement le nord-est est composé de plaines alluviales basses, tandis que les contreforts des montagnes s'étendent depuis le sud pour se relier aux collines de Sone (ja) au centre. La rivière Sakai, qui prend sa source aux environs du mont Myōsho et du col d'Ōshuku (鶯宿峠), s'écoule vers le nord en traversant le centre, tandis que la rivière Kitsune (狐川), qui prend sa source autour du mont Kasuga, coule vers le nord dans la région orientale et se jette dans la rivière Asa. D'autres rivières issues des collines, comme la rivière Imozawa (芋沢川) et la rivière Makado (間門川), se déversent également dans les basses terres. En 1984, la municipalité occupait une superficie de 21,47 kilomètres carrés.

### Villes limitrophes

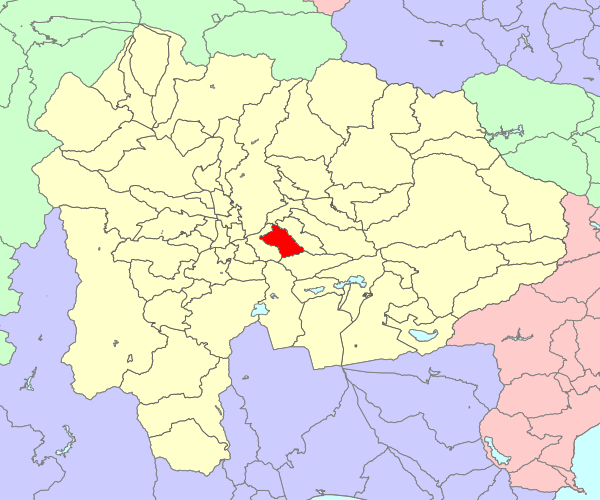
Localisation de Sakaigawa dans la préfecture de Yamanashi (tracés territoriaux du 1er avril 2003).

Entités territoriales limitrophes à la date de la fusion du 12 octobre 2004. À sa fondation en 1903, Sakaigawa est entouré à partir de l'ouest des villages d'Ubaguchi (ja) (右左口村), Shimosone (ja) (下曽根村), Kamisone (ja) (上曽根村), Shiraigawara (ja) (白井河原村), Fujimi (ja) (富士見村), Masuda (ja) (増田村), Yonekura (ja) (米倉村), Oka (ja) (岡村), Takenohara (ja) (竹野原村), Nakaashikawa (ja) (中芦川村) et Ōshuku (ja) (鶯宿村), tous du même district de Higashiyatsushiro. Le 1er septembre 1931, Takenohara change de nom et devient Hanatori (花鳥村). Le 1er janvier 1941, Kamisone, Shimosone et Shiraigawara fusionnent pour former le village de Kashiwa (ja) (柏村), tandis que le 1er avril, Masuda, Oka et les villages de Minamiyatsushiro (ja) (南八代村) et de Kitayatsushiro (ja) (北八代村) fusionnent pour former le village de Yatsushiro (八代村). Le 1er août de la même annee, Nakaashikawa, Ōshuku et le village de Kamiashikawa (ja) (上芦川村) fusionnent pour former le village d'Ashigawa (芦川村). Le 1er avril 1942, Yonekura et le village de Nagai (ja) (永井村) fusionnent pour former le village de Gosho (ja) (御所村). Le 31 mars 1955, Kashiwa et Ubaguchi fusionnent pour créer le bourg de Nakamichi (中道町). Le 3 mai 1956, Yatsushiro et Gosho fusionnent pour créer le bourg de Yatsushiro. Le 1er avril 1959, Fujimi est intégré dans le bourg d'Isawa.

## Histoire

### Préhistoire et Antiquité
Les parties de Sakaigawa situées dans les collines de Sone (ja) (曽根丘陵) et dans le cône de déjection du fleuve Fuji possèdent des sites archéologiques datant du Paléolithique, et dans le territoire du village, où l'on a trouvé des pointes de flèches et des couteaux. On trouve aussi des sites du début de la période Jōmon, dont ceux de Teradaira (寺平遺跡) et Suwajiri (諏訪尻遺跡),. De nombreux sites de la période Jōmon moyenne existent, tout comme dans le reste de la préfecture, et des sites tels que ceux d'Ichinosawa (ja) (一の沢遺跡) et Kyōbara (京原遺跡) contiennent une abondance de poteries intactes de haute qualité et de dogū,. Cependant, après la période Jōmon moyenne, peu de sites subsistent.
On n'y trouve aucun site de la période Yayoi, mais plusieurs sites existent dans la région des collines de Sone. Dans l'actuel Sakaigawa, on trouve des vestiges d'habitations et des groupes de tombes funéraires de forme rectangulaire datant de la fin de la période Yayoi au début de la période Kofun. Plus de kofuns apparaissent après le déclin du pouvoir de la région de Nakamichi, au Ve siècle, et l'on retrouve des sites plus dispersés. Des vestiges de villages de l'époque de Nara et de la période Heian ont également été mis au jour à Sakaigawa, ainsi que des restes de structures métallurgiques et des traces de fours de poterie de Sue (ja) (須恵器).

### Moyen Âge
Au Moyen Âge, les descendants de Minamoto no Yoshikiyo (ja) (源 義清) et Minamoto no Kiyomitsu (ja) (源 清光) s'établissent dans le bassin de Kōfu (ja) et prennent le nom de clan Gen de Kai (ja) (甲斐源氏, Kai Gen-ji). Selon le Kai Koku-shi (ja) (甲斐国志), Sone Genson (ja) (曾禰 厳尊), fils de Kiyomitsu, établit sa base dans les régions actuelles de Kamisone et Nakasone à Nakamichi, étendant son influence sur l'actuel Sakaigawa voisin. Le Suwa Nangū Dai-jinja (諏方南宮大神社), dans l'ancien village de Terao, aurait été fondé par Genson durant l'ère Juei (1182-1184), et sa descendance aurait contribué à sa construction.
Le Kai Koku-shi mentionne aussi que les frères Asanobu (朝信), aussi appelé Tarō, et Nobutsugu (信継), fils de Takeda Nobumitsu (ja) (武田 信光), avaient établi leur résidence dans l'actuel Sakaigawa, Asanobu à Kurosaka et Nobutsugu à Ishibashi, devenant ainsi respectivement les clans Kurosaka (黒坂氏) et Ishibashi (石橋氏). Près d'Ishibashi, le domaine d'Ishibashi (石橋荘) apparaît pour la première fois dans une inscription datée du 21e jour du 6e mois de la 3e année de l'ère Daiei (1523), trouvée dans le sanctuaire Ishibashi Hachiman-jinja (石橋八幡神社).
Selon une entrée de l'Azuma kagami du 29e jour du 6e mois de la 1re année de l'ère Kennin (1201), cette année-là, après la capture de Jō Sukemori (ja) (城 資盛) de la province d'Echigo pour sédition, Asari Yoshitō (ja) (浅利 義遠), un membre du clan Gen de Kai, basé dans l'actuel quartier d'Asari (浅利) à Toyotomi, aurait demandé au shogun Minamoto no Yoriie (源 頼家) de prendre pour épouse Hangaku Gozen (板額 御前), la tante de Sukemori. Ainsi, le tombeau appelé « Hangakuzuka » (坂額塚) se trouve à Kogurosaka, dans l'actuel Sakaigawa, près d'Asari, et il est considéré comme le lieu de sépulture de Hangaku Gozen.
Pendant l'époque de Muromachi (1333-1573), certaines légendes montrent des liens entre Sakaigawa et le clan Takeda, gouverneurs de la province de Kai. Durant la 2e année de l'ère Ōei (1395), un certain du nom de Kurosaka Nobumitsu (黒坂信光) fait don des terres du Shōō-ji (聖応寺) à Ōgurosaka, et certains pensent qu'il s'agit de la même personne que Takeda Nobumitsu (ja) (武田 信満), alors seigneur de Kai. Le Kai Koku-shi rapporte aussi qu'en 2e année de l'ère Hōtoku (1450), le gouverneur de Kai, Takeda Nobushige (ja) (武田 信重), aurait attaqué « Kurosaka Tarō », mais il aurait fini par se suicider à la suite d'une contre-attaque d'Anayama Izunokami (穴山 伊豆守).
Pendant la période Sengoku (1477-1573), des conflits internes éclatent au sein du clan Takeda. Selon le Katsuyama-ki (ja) (勝山記) et l' « Ichiren-ji (ja) Kako-chō » (一蓮寺過去帳), en 5e année de l'ère Eishō (1508), Takeda Nobutora (武田 信虎), gouverneur de Kai, défait son oncle Aburakawa Nobuyoshi (ja) (油川 信恵) et le tue, avec plusieurs de ses partisans, dont Iwate Tsunayoshi (ja) (岩手 縄美). Le Kai Koku-shi identifie l'actuel Bōgamine à Sakaigawa comme lieu de cette bataille.

### Époque moderne
À l'époque d'Edo (1603-1868), l'actuel Sakaigawa est composé de dix villages dans le comté de Yatsushiro, ceux de Maemada (前間田村), Koyama (小山村), Kogurosaka (小黒坂村), Ōgurosaka (大黒坂村), Ōkubo (大窪村), Ōtsubo (大坪村), Ishibashi (石橋村), Mitsukunugi (三椚村), Fujinuta (ja) (藤垈村) et Terao (ja) (寺尾村), et d'un champ agricole (ja), celui de Bōgamine (坊ヶ峯新田). En juillet 1874, Maemada, Koyama, Kogurosaka, Ōgurosaka et Ōkubo fusionnent pour créer le village de Gonari (ja) (五成村), tandis qu'en décembre de la même année, Ōtsubo, Ishibashi, Mitsukunugi et Bōgamine-shinden fusionnent pour créer le village de Keirin (ja) (圭林村). Le 19 décembre 1878, la nouvelle loi municipale (ja) est appliquée dans la préfecture de Yamanashi, créée en 1871 à partir de l'ancienne province de Kai, et sépare le district (ou comté) de Yatsushiro (ja) en deux, et les quatre villages passent dans le nouveau district de Higashiyatsushiro. Le 1er avril 1889, à l'adoption de la loi municipale moderne (ja), les quatre villages sont recréés. Le village de Sakaigawa est créé le 1er avril 1903 par la fusion de ceux de Gonari, Keirin, Fujinuta et Terao.
Le 18 novembre 2002, Sakaigawa se réunit avec les bourgs voisins d'Isawa (石和町), Ichinomiya (ja) (一宮町), Misaka (ja) (御坂町) et Yatsushiro (八代町), tous du même district de Higashiyatsushiro, et du bourg de Kasugai (ja) (春日居町), du district de Higashiyamanashi (ja) et conviennent de fusionner. Le 3 mars 2003, la date de fusion est choisie et le nouveau nom, « Fuefuki », tiré de la rivière éponyme, est choisi le 1er décembre de la même année. La fusion des six municipalités a effectivement lieu le 12 octobre 2004, entraînant la création de la ville de Fuefuki (笛吹市),.

## Démographie
| 1959  | 1962  | 1967  | 1972  | 1977  | 1982  | 1987  | 1992  | 1997  |
| ----- | ----- | ----- | ----- | ----- | ----- | ----- | ----- | ----- |
| 5 554 | 5 316 | 4 775 | 4 570 | 4 371 | 4 271 | 4 346 | 4 394 | 4 580 |

| 2002  | - | - | - | - | - | - | - | - |
| ----- | - | - | - | - | - | - | - | - |
| 4 777 | - | - | - | - | - | - | - | - |

## Transports

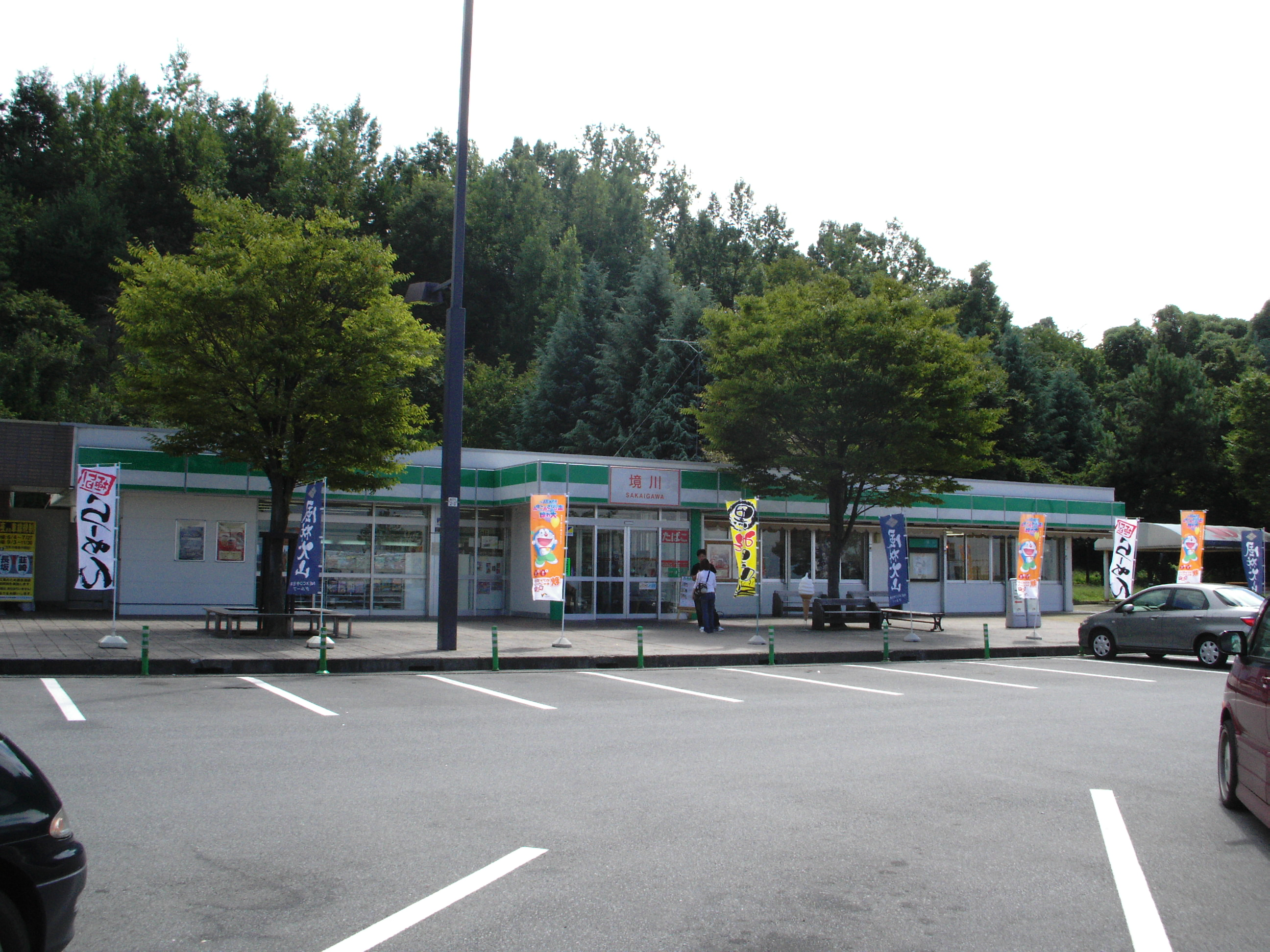
L'aire de repos de Sakaigawa.

Le chemin de fer ne passe pas par Sakaigawa. Par contre, le village est traversé par l'autoroute Chūō, et on trouve notamment une aire de repos à Sakaigawa. La route nationale 358 (ja) et les routes préfectorales 34 (ja), 308 (ja) et 313 (ja).

## Économie
L'agriculture est le principal facteur économique de Sakaigawa, mais durant l'ère Meiji (1868-1912), l'élevage du ver à soie s'est largement répandu, ce qui a entraîné un passage de l'agriculture à la sériciculture, en particulier dans les régions de collines, et un marché de la soie a également été créé. Après la Seconde Guerre mondiale, l’élevage de vers à soie connaît un déclin dans la préfecture, et une agriculture de proximité centrée sur la culture maraîchère et des arbres fruitiers apparaît. Selon le « Dainippon Tokunōka Meikan » (大日本篤農家名鑑), les agriculteurs renommés de Sakigawa incluaient Usami Ippō (ja) (宇佐美 一宝), qui deviendra plus tard maire et représentant préfectoral, Oka Tokuzō (岡徳 蔵), Nakamura Kumajirō (中村 熊次郎), Ōkubo Michizaburō (大久保 道三郎), Yamamoto Ikka (山本 一華) et Kazuki Tachibanada (橘田 一記).

## Culture et patrimoine

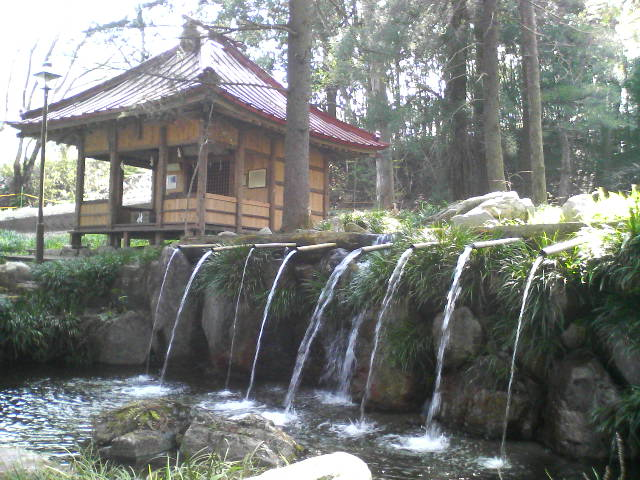
Chutes de Fujinuta.

On y trouve les chutes de Fujinuta (ja) (藤垈の滝), connues pour leurs eaux miraculeuses dont la température resterait à 12 degrés à l'année longue. On y trouve aussi les sanctuaires shinto Ishibashi Hachiman-jinja (石橋八幡神社), Suwa Nangū Dai-jinja (諏訪南宮大神社), Koyama Wakamiya-jinja (小山若宮神社) et Mitsukunugi Kumano-jinja (三椚熊野神社).
Deux temples bouddhistes notables s'y trouvent, le Shōō-ji (聖応寺), fondé en 1379 et où l'on trouve un pont du même type que le Saruhashi (en) à Ōtsuki, et le Chikō-ji (智光寺), fondé en 1460.

## Symboles
Le symbole et le drapeau municipaux sont adoptés le 1er avril 1968,.

## Jumelages
- Nakajō (en) (中条町), district de Kitakanbara, préfecture de Niigata, signé en octobre 1996 dû à leur lien avec la personnalité historique de Hangaku Gozen, renouvelé entre Fuefuki et la ville de Tainai en 2005, résultat de la fusion de Nakajō et du village de Kurokawa (en)[19],[20].

## Personnes notables
- Dakotsu Iida (飯田 蛇笏, Iida Dakotsu?, 1885-1962), poète, y est né, dans l'ancien village de Gonari, et y est décédé[21],[22].
- Ryūta Iida (ja) (飯田 龍太, Iida Ryūta?, 1920-2007), poète et fils de Dakotsu, y est né, dans l'ancien village de Gonari[23].
- Masakata Ono (ja) (小野 政方, Ono Masakata?, 1885-1945), écrivain de romans jeunesse et éditeur, y est né[24].
- Takaharu Kitano (ja) (北野 隆春, Kitano Takaharu?, 1891-1981), homme d'affaires, fondateur de Stanley Electric (en), y est né[25].
- Fukuho Kuwabara (ja) (桑原 福保, 1907-1963?), artiste peintre, y est né[26].